# تقسیم‌بندی وظایف مغز

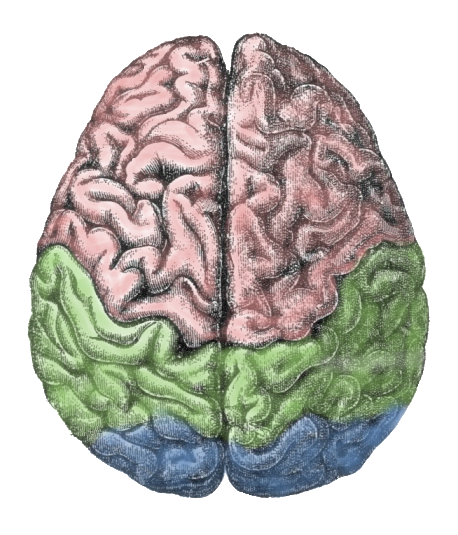
مغز انسان به دو نیم‌کرهٔ راست و چپ تقسیم شده‌است. دانشمندان در حال کاوش در ارتباط با چگونگی غلبهٔ یکی از نیم‌کره‌ها بر دیگری در رفتارهای شناختی -چیزی که آن‌ها را از هم جدا می‌کند- هستند.

یک برش طولی، مغز انسان را به دو نیم‌کره تقسیم می‌کند که به وسیلهٔ جسم پینه‌ای به هم متصل شده‌اند. دو طرف، شبیه به هم هستند و ساختار هر کدام از نیم‌کره‌ها به‌طور کلی متقارن‌اند. اما با وجود شباهت‌های زیاد، وظایف هر قشر متفاوت است.
معمولاً تعمیم‌هایی کلی در روانشناسی عمومی به وجود می‌آیند که وظایف معین (مثل استدلال، خلاقیت و …) را به یکی از دو طرف راست یا چپ نسبت می‌دهند. با چنین نظریاتی باید با احتیاط مواجه شد زیرا این وظایف اغلب در هر دو طرف مغز انسان توزیع می‌شوند.
وظایف نیم کره راست :

## چپ و راست
استدلال خطی و وظایف مربوط به زبان مثل دستور زبان و واژگان، اغلب به نیم‌کرهٔ چپ مربوط می‌شوند.
دیسکلکیولیا یک سندرم عصبی است که منجر به آسیب محل اتصال لوب گیجگاهی و لوب آهیانه‌ای چپ می‌شود و با عوارضی چون ضعف مهارت شمردن، حساب کردن و ناتوانی در فهم و بکارگیری مفاهیم ریاضی همراه است.
در مقابل، مشخصات مربوط به لحن مانند زیر و بمی و تکیه معمولاً به نیم‌کرهٔ راست مربوطند عمل‌کردهایی مثل پردازش محرک‌های دیداری و شنیداری، درک فضایی، درک چهره، و استعداد هنری در ارتباط با نیم‌کرهٔ راست می‌نمایند.
مدارکی وجود دارد مبنی بر این که نیم‌کرهٔ راست در شرایط ناشناخته و نیم‌کرهٔ چپ در موارد تکراری و روزمره بیش از دیگری درگیر هستند.
اعمال مشترک دیگری مثل حساب، تشخیص محل صدا و احساسات، بیشتر به‌طور دوجانبه اداره می‌شوند.
| نیم‌کره راست                                      | نیم‌کره چپ                                                                     |
| محاسبهٔ عددی (محاسبهٔ تقریبی، مقایسهٔ اعداد، تخمین) | محاسبهٔ عددی (محاسبهٔ دقیق، مقایسهٔ اعداد، تخمین) فقط نیم‌کرهٔ چپ: بازیابی اطلاعات |
| زبان: زیر و بمی، تکیه، واقع‌گرایی                 | زبان: دستور، واژگان، معنا و ریشهٔ کلمات                                        |

## تاریخچه

### گفتار و زبان

#### بروکا

موقعیت تقریبی نواحی بروکا و ورنیک

یکی از اولین اشارات به جدا بودن وظایف، حاصل تحقیقات یک پزشک فرانسوی به نام پل بروکا در سال ۱۸۶۱ بود. پژوهش او بر روی بیماری با لقب تن بود که دچار مشکل گفتاری بود (زبان‌پریشی)؛ تن یکی از معدود کلماتی بود که او می‌توانست ادا کند از اینرو تبدیل به لقب وی شده بود. طی کالبدشکافی تن، بروکا متوجه شد که در نیم‌کرهٔ چپش زخمی سفلیسی داشته‌است. این ناحیه از لوب پیشانی چپ (ناحیه بروکا)، قسمتی مهم برای ساخت گفتار است. ناتوانی حرکتی در فرایند تکلم که از آسیب ناحیه بروکا ناشی می‌شود زبان‌پریشی بروکا نام دارد. از عوارض این زبان‌پریشی عدم توانایی بیمار در ادای کلمات به شکل صریح است.

#### ورنیک
کارل ورنیک، پزشک آلمانی راه بروکا را با مطالعه در مورد ناتوانی‌های کلامی متفاوت با زبان‌پریشی بروکا ادامه داد. ورنیک متوجه شد همهٔ کمبودها مربوط به فرایند تولید کلام نیست؛ بلکه شماری از آنان مربوط به زبان‌شناسی است. او فهمید آسیب شیاری در قسمت بالای عقب لوب گیجگاهی چپ(ناحیه ورنیک) به جای اختلال در تولید کلمات، بیشتر باعث بروز ناتوانی در درک زبان می‌شود؛ سندرمی که با نام زبان‌پریشی ورنیک شناخته می‌شود.

#### پیشرفت تکنولوژی عکس‌برداری
این تحقیقات تخصصی در مورد نیم‌کره‌های مغز که روی بیماران  به شکل کالبدشکافی انجام گرفت سوالاتی را در باب آسیب‌شناسی نتایج پژوهش‌ها ایجاد کرد. روش‌های جدید، مقایسهٔ نیم‌کره‌ها در وضعیت زنده را در مسائل مربوط به سلامتی امکان‌پذیر می‌کنند. به ویژه تصویرسازی تشدید مغناطیسی (ام‌آرآی) و مقطع‌نگاری با نشر پوزیترون به سبب دقت بالا و توانایی تصویربرداری از ساختمان داخلی مغز اهمیت دارند. ولی در صدد احوالات مغز پروفسور سلامت مغزی را به دو شکل جراحی کرد.